# Киркевич Віктор Геннадійович
Віктор Геннадійович Киркевич (17 серпня 1945, Київ — 25 грудня 2022, там само) — краєзнавець, дослідник історії Києва, літератор, журналіст, колекціонер, Заслужений працівник культури України, Почесний краєзнавець України (2013).

## Біографія
Народився 17 серпня 1945 року в Києві у родині ветерана німецько-радянської війни, працівника Раднаркома УРСР Геннадія Киркевича. У 1970 році закінчив Івано-Франківський інститут нафти і газу. Понад 20 років працював геологом. Беручи участь у геологічних експедиціях, ознайомився з багатьма історичними та архітектурними пам'ятками України. Захоплення історією рідного краю привело його в стіни Київського державного університету ім. Т. Г. Шевченка, який він закінчив у 1989 році.

## Публікації
Віктор Киркевич є автором та співавтором понад 400 статей та 30 книг з історії Києва і України, а також путівників, туристичних карт. У своїх роботах він висвітлював та досліджував історію, культуру та високу духовність України.
Серед видань:
- Собор Святого Владимира в Киеве [Текст]: историко-искусствоведческий очерк / В. Киркевич. — К. : [б.в.], 1995. — 47 с.;
- Церква Покрови Пресвятої Богородиці [Текст] / В. Г. Киркевич. — К. : Техніка, 1999. — 142 с. : іл. — (Національні святині України);
- Монастирі та храми землі сіверської [Текст]: до 900-річчя Новгород- Сіверського князівства. — К. : Техніка, 1999. — 231 с.: іл. — (Національні святині України). (у співавт.);
- Автор коментарів і післямови до книги Г. К. Лукомского «Киев». Мюнхен, 1924. — К.,1999;
- М. Кальницький, В. Киркевич, М. Грицик. Путівник «Київ». К., 2001;
- Христианские святыни Киева. К., 2001;
- Серія «Життя славетних». К., 2001;
- Україна. Туристична карта. К. 2003,
- Володимирський собор у Києві [Текст] / В. Г. Киркевич. — К. : Техніка, 2004. — 208 с. — (Національні святині України);
- Время Романовых. Киев в империи [Текст]: [ист.-краезнав. исслед.] / Виктор Киркевич ; под науч. ред. В. Д. Вероцького — канд. техн. наук, доц. Киев. Гос. ун-та стр-ва и архитектуры, С. И. Поповича — канд. ист. наук, первого проректора Ин-та туризма. — Київ: [б. и.], 2004. — 263, [4] с. : ил.;
- Киевское содружество Рерихов. 2005;
- Борис Рерих [Текст]: повесть о младшем брате / В. Г. Киркевич ; Одес. Дом-музей им. Н. К. Рериха. — Одесса: Астропринт, 2005. — 109 с. : фот.;
- Киев и «Кіевлянинъ» [Текст]: сб. / В. Киркевич. — К. : [б.и.], 2005. — 272 с.: ил. — (Библиотека киевлянина);
- Новогодняя и Рождественская открытка [Текст]: каталог выставки почтовых карточек / С. С. Сурнин, Г. В. Киркевич. — К. : Гопак, 2006. — 96 с.: ил. (у співавт.);
- Гетьманська столиця Батурин [Текст] / В. Г. Киркевич, В. Д. Віроцький. — К. : Техніка, 2007. — 192 с.: іл. — (Національні святині України). (у співавт.);
- Истории киевского гида. К. 2007;
- Записки собирателя… Почтовая карточка [Текст] / В. Г. Киркевич. — К. : Б.и., 2008. — 157 с.;
- Киев для романтиков [Текст] / В. Г. Киркевич. — К. : Техніка, 2008. — 192 с.: ил.;
- Женские образы на почтовой открытке [Текст] / С. Сурнин, Г. Киркевич. — К. : Гопак, 2008. — 96 с.: ил. (у співавт.);
- Мой Город — КІЕВЪ. 2009;
- Байки и хроники Андреевского спуска. 2010;
- Православні святині Києва ; за ред. д-ра іст. наук. Н. М. Нікітенко. — К. : Техніка, 2011. — 352 с. : іл. (у співавт.);
- По самой киевской улице [Текст] / Виктор Киркевич, Лариса Патока. — К. : АГАТ ПРІНТ, 2012. — 238 с. : ил. — (Библиотека киевлянина). (у співавт.);
- История Киева: люди и судьбы города. К., 2012;
- Киев для романтиков [Текст] / Виктор Киркевич. — Киев: Фолио, 2016. — 504, [2] с. : ил. — (Серия «Библиотека киевлянина»);
- История Киева [Текст] / Виктор Киркевич. — Кн. 1 : Киев руський. — Харьков: Фолио, 2017. — 441, [1] с. : ил. — (Библиотека киевлянина);
- Эсэсэсэрский Киев: средневековье XX столетия или история борьбы власти с интеллигенцией! К., 2018;
- История Киева. Киев литовско-польский [Текст]. [Кн. 2] / Виктор Киркевич. — Харьков: Фолио, 2019. — 393, [1] с. : ил. — (Библиотека киевлянина);
- История Киева. Киев имперский [Текст]. [Кн. 3] / Виктор Киркевич. — Харьков: Фолио, 2019. — 439, [1] с. : ил. — (Библиотека киевлянина);
- История Киева. Киев капиталистический [Текст] / Виктор Киркевич. — Харьков: Фолио, 2019. — 394, [1] с. : ил. — (Библиотека киевлянина);
- Продолжение «эсэсэсэрости» в Киеве… К., 2020.

Підготував 15 авторських передач на телебаченні.
За сценаріями Віктора Киркевича знято десять науково-популярних фільмів, серед яких:
- «Реріх і Україна» (1991, реж. В. Соколовський)
- «Зійди на гори київські» (1992, у співавт. з В. Соколовським; реж. В. Соколовський)
- «Княжий пам'ятник» (Студія науково-популярних фільмів)
- «Владислав Городецький» (1993, реж. В. Соколовський)
- «Таємниці Міжгір'я» (1993, «Укртелефільм», реж. В. Соколовський)

## Колекції
Величезна колекція Віктора Киркевича містить: поштівки та листівки, книги, журнали та газети, гравюри та твори живопису, твори декоративно-ужиткового мистецтва та предмети побуту тощо. Більшість експонатів колекції існує в обмеженій кількості примірників, а декілька десятків у єдиному. Протягом останніх років Віктор Киркевич намагався передати свою колекцію державі для створення у місті Києві Музею історії державотворення та незалежності України. Брав участь у понад 50 виставках у різних містах України та за кордоном, мав 18 персональних виставок.
Багато років по усьому світу збирав усе, що має відношення до шведсько-українських дипломатичних відносин, постатей його улюблених героїв І. Мазепи та Карла XII та їх оточення. Це зібрання демонструвалося на виставках у Лінчепінгу (Швеція), Нью-Йорку (США), Києві.